# Vojaška podmornica
Vojaške podmornice so vse podmornice, ki so oborožene in/ali so uporabljene v vojaške oziroma vojne namene.
Glavna oborožitev vojaških podmornic so torpedi. Včasih so bile opremljene še s topovi, ki so jih uporabljali, ko so napadali ladje na površju; danes pa so oborožene tudi z balističnimi raketami.
Pod pomožne sisteme oborožitve spadajo še mine, protiletalska oborožitev in razna začasna namenska orožja, npr. oddelek mornariške pehote, oddelek specialcev,...

## Poroštvo za mir na svetu
Oboroževalna tekma med Sovjetsko zvezo in ZDA je proizvedla ogromne grozilne stroje, katerih namen je bil/je opominjati druga drugo in ostale države, da se nekje v oceanih skriva ogromno balističnih jedrskih podmornic, od katerih je vsaka oborožena z balističnimi raketami, ki imajo ogromno ognjeno moč in izjemno velik domet. Te podmornice so zaščitene z nekaj 100m vode, varne pred jedrskimi eksplozijami, v primeru jedrskega napada izstrelijo svoje rakete na državo napadalko in jo uničijo. Obstajajo tudi lovske podmornice, ki v primeru vojne izsledijo in uničijo nosilke medcelinskih balističnih raket, preden le te izstrelijo svoj smrtonosni tovor.

## Vrste vojaških podmornic
- strateške jedrske podmornice, tudi balistične jedrske podmornice
- jurišne jedrske podmornice
- konvencionalne podmornice, tudi dizel-električne podmornice
- AIP podmornice ali od zraka neodvisne podmornice = (Air Independent Propulsion)
- nekonvencionalne podmornice, tudi parne ali parno-električne
- reševalne podmornice
- žepne podmornice
- podmornice minopolagalke
- podmornice letalonosilke
- podmornice topnjače